# Currie Cup (football)
Pour les articles homonymes, voir Currie Cup.
La Currie Cup était une compétition de football en Afrique du Sud. Existant de 1892 à 1989, elle est disputée par des sélections représentant provinces sud-africaines.

## PalmarèS
| Année | Vainqueur                                   | Finaliste         |
| ----- | ------------------------------------------- | ----------------- |
| 1892  | Western Province                            | Griqualand Ouest  |
| 1893  | Non disputée                                |                   |
| 1894  | Transvaal                                   | Western Province  |
| 1895  | Western Province                            | Natal             |
| 1896  | Natal                                       | Transvaal         |
| 1897  | Non disputée                                |                   |
| 1898  | Natal                                       | Western Province  |
| 1899  | Transvaal                                   | Natal             |
| 1904  | Western Province                            |                   |
| 1905  | Frontier                                    |                   |
| 1906  | Transvaal                                   |                   |
| 1908  | Western Province                            |                   |
| 1911  | État libre d'Orange Transvaal               |                   |
| 1912  | Transvaal                                   |                   |
| 1914  | Western Province                            |                   |
| 1922  | Transvaal                                   |                   |
| 1923  | Western Province                            |                   |
| 1925  | Transvaal                                   | Natal             |
| 1926  | Transvaal                                   |                   |
| 1928  | Natal                                       | Transvaal         |
| 1929  | Natal                                       |                   |
| 1930  | Transvaal                                   | Western Province  |
| 1932  | Transvaal                                   |                   |
| 1933  | Southern Transvaal                          |                   |
| 1936  | Natal                                       |                   |
| 1938  | Natal Northern Transvaal Southern Transvaal |                   |
| 1940  | Southern Transvaal                          |                   |
| 1948  | Southern Transvaal                          |                   |
| 1949  | Southern Transvaal                          |                   |
| 1952  | Natal                                       | Western Province  |
| 1953  | Non disputée                                |                   |
| 1954  | Natal                                       | Eastern Transvaal |
| 1955  | Western Province                            |                   |
| 1956  | Western Province                            |                   |
| 1957  | Natal                                       |                   |
| 1959  | Rhodesia                                    |                   |
| 1965  | Western Province                            |                   |
| 1966  | Natal                                       |                   |
| 1967  | Western Province                            |                   |
| 1968  | Natal                                       |                   |
| 1969  | Southern Transvaal                          |                   |
| 1970  | Natal                                       |                   |
| 1971  | Western Province                            |                   |
| 1972  | Southern Transvaal                          |                   |
| 1973  | Southern Transvaal                          |                   |
| 1974  | Southern Transvaal                          |                   |
| 1975  | Eastern Province and Natal                  |                   |
| 1976  | Western Province                            |                   |
| 1977  | Bunkers Hill                                |                   |
| 1978  | Defence                                     | Eastern Province  |
| 1980  | Eastern Province                            |                   |
| 1981  | Eastern Province                            |                   |
| 1982  | Natal                                       |                   |
| 1983  | Bunkers Hill                                |                   |
| 1984  | Western Province                            |                   |
| 1985  | Southern Transvaal                          |                   |
| 1986  | Natal                                       |                   |
| 1988  | Natal                                       |                   |
| 1989  | Western Province                            |                   |